# Jute

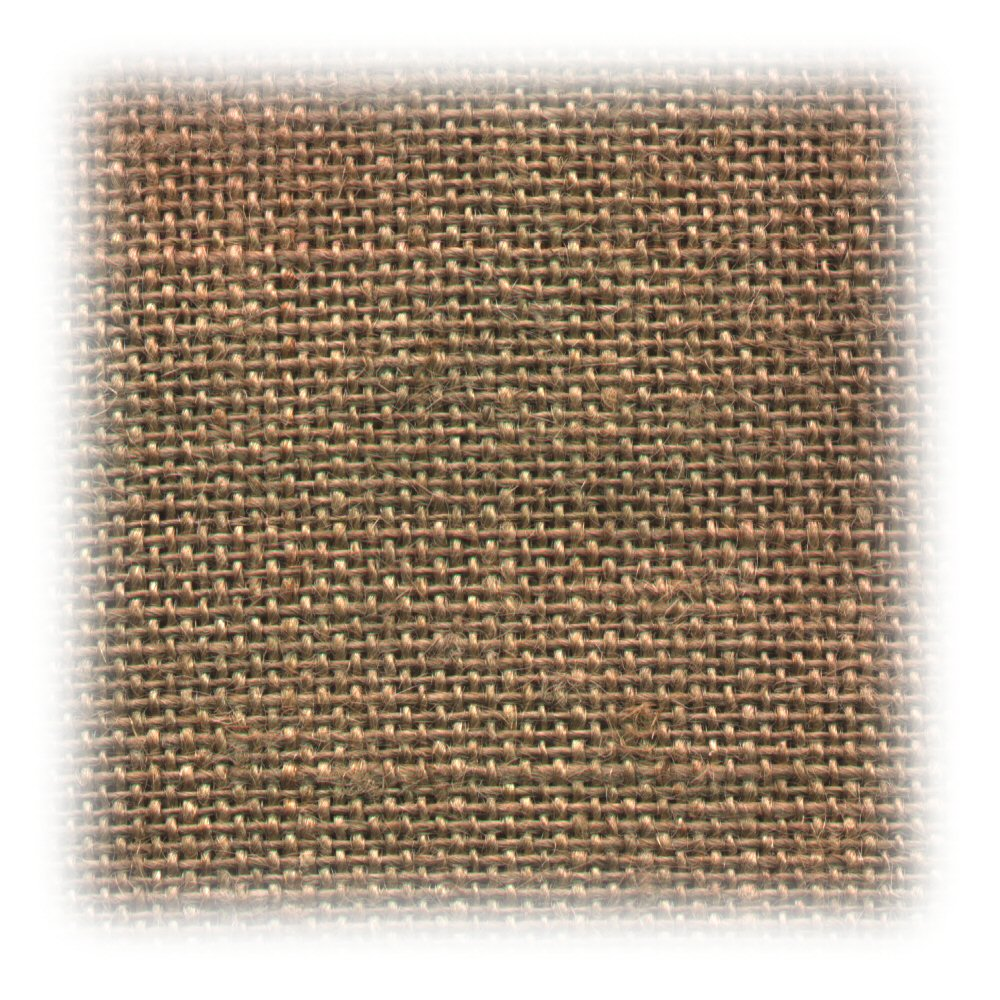
Juteväv i lämplig grovlek för väggbeklädnad.

Jute är bastfiber från olika tropiska örter från Asien. Det används bland annat till säckar och mattor av linoleum.

## Växter
De växter som används till jute kommer från Corchorus, ett släkte malvaväxter med cirka 70 arter. Den mest kända av dessa arter är jute (Corchorus capsularis), en ettårig ört med en höjd på 2 till 3 meter och med ursprung i Bengalen. Den har blad som är äggrunt lansettlika, grovt sågade och spetsiga.
Även andra växter ur släktet Corchorus används till bastfibern jute. Dessa växter odlas framförallt i Indien, Bangladesh, Kina, Myanmar, Nepal och Thailand. 

## Användning
Av juteväxtens stjälkar tillverkas ett tyg (också kallat för jute). Fibern är grov och sträv och används mest till framställning av säckväv. Även snören och rep kan tillverkas av jute. Ett annat stort användningsområde för jutefibern är billiga emballagevävnader.
Fibrerna är korta och svåra att spinna. Man blandar i mycket spinnolja vid framställningen för att det ska gå lättare, och det är därför juteväv ofta har en speciell doft[källa behövs]. På 1960- och 1970-talet var juteväv populärt som tapeter.

## Etymologi
Ordet finns i svensk skrift sedan 1832, hämtat från engelskans jute med samma betydelse; ursprunget är det likbetydande jut i hindi och bengali. Det bengaliska jhuto eller jhōto kommer ur sanskritordet jūta-s med betydelsen 'flätat hår'. Ursprunget kan vara ett ord i ett dravidaspråk.